# Germaine Richier
Pour les articles homonymes, voir Richier.

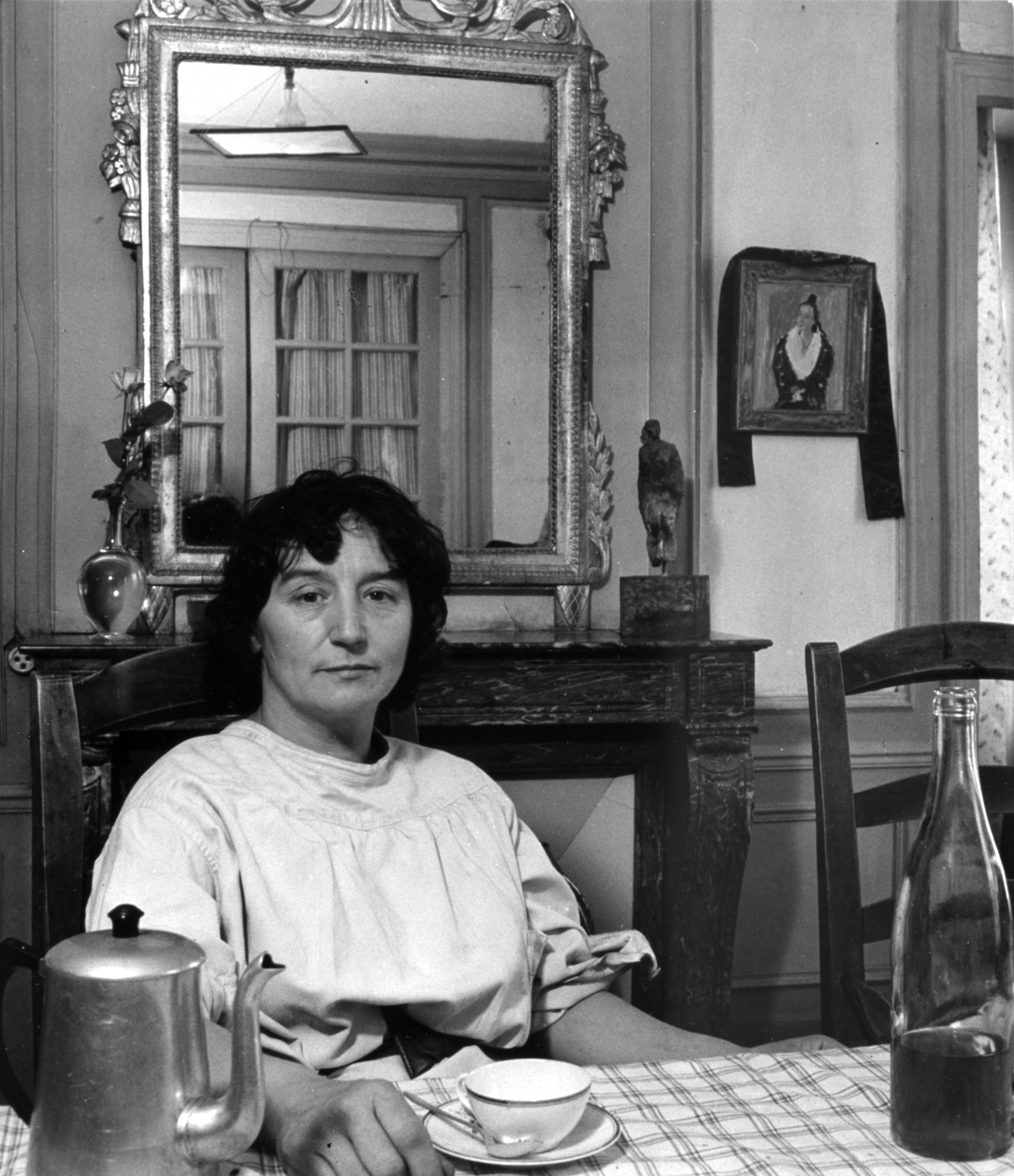
Germaine Richier (photo de Emmy Andriesse)

Germaine Richier, née le 16 septembre 1902 à Grans (Bouches-du-Rhône), et morte le 31 juillet 1959 à Montpellier (Hérault), est une sculptrice française.
Ses intimes la surnommaient L'Ouragane du nom d'une de ses sculptures réalisée en 1949. Car « derrière le paravent de ses bonnes manières, derrière son sourire de Joconde égarée dans un univers qui ne semblait pas être fait pour elle, Germaine Richier n'était que feu, tension, volcan toujours prêt à exploser. »
La première monographie illustrée, hors catalogue d'exposition, Germaine Richier, l'Ouragane, signée Laurence Durieu, petite nièce de l'artiste, est parue en 2023.
Lors de la rétrospective à la Fondation Maeght, Geneviève Breerette souligne en 1996 « qu'elle reste un des talents les plus méconnus car on ne dispose pas de catalogue raisonné. » Le Tome 1 de ce catalogue raisonné, introduit par Françoise Guiter, nièce de l'artiste, a été publié en 2024 aux Éditions Silvana Editoriale. Les dates de parution des deux tomes suivant sont toujours en attente.

## Biographie

### 1902-1939 enfance et formation
Cadette d'une famille provençale par son père, languedocienne par sa mère, Germaine habite dès 1904 avec sa famille à Castelnau-le-Lez dans la propriété du Prado où elle vit pendant toute sa jeunesse. À partir de 1920, Germaine Richier entre à l'école supérieure des beaux arts de Montpellier, dans l'atelier de Louis-Jacques Guigues. Elle y apprend la technique de la taille directe et réalise essentiellement des bustes. Elle remporte le premier prix de sculpture avec Jeunesse, œuvre aujourd'hui détruite.
En octobre 1926, le sculpteur Antoine Bourdelle l'accueille dans son atelier particulier, avenue du Maine où elle restera jusqu'à la mort de son maître en 1929. Elle est la seule élève particulière de Bourdelle. Formée, à la « dure école du buste » elle réalise pendant ces années des modelages, moulages, mais travaille aussi la pierre et le bois. Elle possède un grand métier dont Romuald Dor de la Souchère . écrit « .. qu'elle supporte l'invention la plus infidèle. »
Mariée le 12 décembre 1929 au sculpteur suisse Otto Bänninger qui est metteur en place et praticien de Bourdelle, elle travaille à Paris en toute indépendance dans son atelier de l'avenue du Maine. Dès son arrivée à Paris sa sculpture est remarquée et appréciée. Elle prend des élèves. À partir de 1933 et jusqu'à la fin de sa vie, elle s'installe avec son mari dans un autre atelier Villa Brune, puis avenue de Châtillon, (aujourd'hui avenue Jean-Moulin, n°36, dans le XIVe arrondissement). À cette époque, elle sert de modèle pour la pièce de 5 francs réalisée par le sculpteur André Lavrillier, selon son ami Georges Dezeuze. Sa première exposition a lieu en 1934, à la galerie du russe Max Kaganovitch à Paris. Germaine Richier y montre des bustes, aujourd'hui détruits, et un nu masculin Loretto I, bronze patiné foncé en onze exemplaires, première œuvre de grande taille : 159,5 × 55 × 36 cm, exposée ensuite au musée du jeu de paume en 1937 dans l'exposition Femmes artistes d'Europe. Après un voyage à Pompéi avec ses élèves en 1935, elle reçoit en 1936 le prix Blumenthal, bourse créée par deux mécènes américains, Florence et Georges Blumenthal, pour récompenser des artistes deux fois par an. Le prix attribué à Germaine récompense le Buste no 2, portrait du fils du sculpteur Robert Coutin.
À l'Exposition universelle de 1937, Germaine Richier  présente Méditerranée au pavillon Languedoc méditerrainéen, elle obtient la médaille d'honneur pour cette œuvre. L'année suivante, accompagnée de son mari, elle emmène ses élèves en Tchécoslovaquie, crée le buste de Renée Regodias, appelée couramment La Regodias, bronze patiné en douze exemplaires, 185 × 123 × 21 cm (collection famille Germaine Richier).
Elle expose souvent à partir de 1939, à Paris et à Bruxelles. Elle participe également à l'Exposition internationale de New York. C'est une période heureuse pour Germaine Richier qui retrouve, boulevard du Montparnasse, la communauté artistique presque tous les soirs à La Coupole ou au Dôme,  après avoir travaillé toute la journée dans son atelier. Dans les brasseries, ou aux expositions, elle est avec ses amis : Marko, Emmanuel Auricoste, Robert Couturier, Fritz Wotruba, Marino Marini, et Alberto Giacometti. « Tout le milieu intellectuel qui gravitait autour de lui se retrouvait là. Après la guerre, ce sera à Saint-Germain-des-prés. »

### 1939-1946, la période suisse
À la déclaration de guerre, en septembre 1939, Germaine Richier et Otto Bänninger sont en Suisse. Ils s'installent à Zurich, no 157 Bergstrasse. « Jusqu'à la guerre, Germaine Richier reste un sculpteur bien élevé, dans la tradition du volume et de la statuaire […] C'est en Suisse où elle réside pendant l'Occupation, qu'elle met à mal l'unité de sa statuaire, et défait l'équilibre classique qu'elle sait si bien gérer. »
En Suisse, Germaine retrouve  ses amis du quartier du Montparnasse : Jean Arp, Giacometti, Marino Marini, Chana Orloff, Wotruba, et elle rencontre l'écrivain Georges Borgeaud qui pose pour la statue Le Poète (1945). Germaine a déjà un grand succès. Elle a pris des élèves  et elle crée Juin 40, hauteur 98 cm, pour illustrer la guerre. C'est dans son atelier de Zurich qu'elle a appris la fin de la Drôle de guerre. « Nul ne sait si Germaine a  entendu l'appel du 18 Juin, mais son allégorie de Juin 40 exprime le désarroi de tout un peuple. » Cette même année, elle réalise Le Crapaud, 1940, 20 × 30,5 × 25,5 cm, actuellement conservé au Kunsmuseum de Berne. Dans Le Crapaud on relève les premières marques de son intérêt pour le monde animal que l'on retrouve dans La Sauterelle (1944). Mais la représentation humaine reste sa préoccupation principale jusqu'en 1946, année où l'on va voir apparaître L'Araignée, La Chauve souris, La Mante, grande et d'autres figures « insectiformes », mi humaines, mi insectes.
Pour autant, elle n'abandonne pas son étude de la figure humaine. Le Vieux, (1944), est le premier buste où elle s'accorde une totale liberté, tout en gardant la rigueur du buste et la ressemblance avec le modèle. Dans ce même style, elle réalise Femme assise (1944) dont la figure évolue par la suite  vers L'Eau (1953), 143 × 63 × 101 cm, Tate Gallery, Londres
Le sculpteur italien Marino Marini, réfugié à Zurich, qui était déjà un de ses amis à la grande époque de la communauté d'artistes de Montparnasse, est si proche de Germaine Richier que la sculptrice n'accepte de participer à une exposition au  Kunstmuseum de Bâle qu'à la condition que Marini donne un avis favorable « Que pense Marino de cette exposition ? écrit-elle à Marina. Le musée est beau, le public bâlois, intéressant, le conservateur, généreux. Si Marino expose, j'exposerai aussi, sinon, ce sera non pour moi également car je n'ai aucun intérêt d'être avec les autres. »
En 1945, Marino Marini réalise une tête de Germaine Richier conservée à la Galleria d'Arte Moderna de Milan[réf. nécessaire].
En octobre 1946, Germaine Richier revient seule à Paris car : « Son existence et sa sculpture ne peuvent être que dans son pays, à Paris. » Elle reste en lien avec Otto Bänninger ; elle vit entre la France et Zurich et correspond très régulièrement avec lui : « Au fond, c'est Bänni qui m'a initiée à l'art et c'est à lui que je dois l'émancipation de ma vie bourgeoise. » Mais à Paris elle retrouve ses anciens amis auxquels s'ajoutent des personnalités littéraires dont Marcel Arland, Nathalie Sarraute, Colette, Edmond Humeau, Jean Paulhan.
Elle reprend son atelier de l'avenue de Châtillon et sa liberté de création explose avec des figures hybrides : L'Araignée I, La Mante, La Chauve-Souris auxquelles elle ajoute des fils tendus, croisés. La Chauve souris inaugure une nouvelle technique : celle de la filasse et du plâtre qu'elle poursuit avec La Forêt. Outre La Vierge folle, elle crée des bronzes de petite taille : La Lutte, La Parade,  Le Combat, La Tarasque.
En novembre 1946, elle rencontre l'écrivain et poète René de Solier qui deviendra son compagnon quelques années plus tard. Il communique son enthousiasme à son ami Jean Paulhan, ainsi qu'au poète Francis Ponge et à l'écrivain André Pieyre de Mandiargues : « À mon goût, ce sont presque uniquement quelques femmes qui sauvent aujourd'hui la peinture, et c'est Richier qui sauve la sculpture. »

### 1947-1953  Don Quichotte, monstres et araignées
En 1947, elle entreprend L'Orage, qu'elle achève en 1948, pour lequel elle fait poser un ancien modèle d'Auguste Rodin, Nardone, modèle pour Le Balzac de Rodin à partir de 1903. C'est avec lui qu'elle crée L'Homme qui marche. Elle utilise ce même modèle en 1948 pour L'Aigle et pour L'Ogre l'année suivante, pour L'Hydre et Le Pentacle en 1954 et encore pour Le Dos de la montagne. L'Orage est présenté à la XXVIe Biennale de Venise en 1952. Cette même année, elle expose à l'Anglo-French art center de Londres. Le texte du catalogue est de René de Solier.
En 1948, elle est exposée à la galerie Maeght du 22 octobre au 10 novembre. Au même moment, le no 13 de la revue  Derrière le miroir lui est consacré avec des textes de Georges Limbour, Francis Ponge et René de Solier
En 1949, elle crée Don Quichotte et Don Quichotte à l'aile du moulin, avec sa nouvelle technique de la filasse. Elle commence aussi à travailler à un christ, commandé par les dominicains pour l'église Notre-Dame-de-Toute-Grâce du plateau d'Assy et pour lequel elle se passionne. Dès 1945, le père Couturier et le père Régamey de l'ordre des dominicains, souhaitent rénover l'art sacré Ils demandent à des artistes contemporains - parmi lesquels Georges Braque, Fernand Léger, Henri Matisse, Marc Chagall - d'assurer la décoration de l'église d'Assy, . Ayant déjà fait poser Nardone, Germaine le trouve trop corpulent pour un christ et reprend  son travail avec Lyrot, un modèle plus mince. Elle réalise le crucifix qui sera placé derrière l'autel. Ce Christ fait l'objet d'une grande controverse. En avril 1951, Monseigneur Auguste Cesbron, évêque d'Annecy, fait retirer la sculpture. Il s'agit surtout d'une opposition émanant d'ecclésiastiques d'ordres différents, alors que la statue est défendue par beaucoup de chrétiens, des laïques ainsi que par les malades du sanatorium d'Assy, et tout aussi largement par la critique française et étrangère. Après avoir été préservée dans la sacristie, la statue est remise en place sur le maître-autel en 1969 et classée monument historique le 15 mars 1971.
À partir de 1951, Germaine Richier ajoute de la couleur dans ses bronzes. Ainsi pour La Ville (1951), le fond est peint par Vieira da Silva et La Toupie (1952) par Hans Hartung. Elle a également l'idée d'insérer des verres colorés. 1952 est aussi l'année du Griffu qui illustre le mythe provençal de la Tarasque. Pour cette réalisation Germaine Richier s'inspire d'une reproduction de la tarasque suspendue au plafond du Museon Arlaten. Cette même année, elle réalise  le Cheval à six têtes, petit. Puis elle décide de transporter à Saint-Tropez son atelier avec quelques élèves et sa nièce Françoise. Elle expose au Chili, en Suisse, et à la XXVIe Biennale de Venise.
Elle illustre les œuvres d'Arthur Rimbaud Illuminations et Une saison en enfer par des eaux-fortes.

### 1954-1959, deL'Hydreaux œuvres monumentales
En 1954, Germaine Richier divorce et se remarie avec René de Solier.
Germaine Richier expose pour la première fois aux États-Unis, à la Allan Frumkin Gallery de Chicago. Puis elle participe à l'exposition collective The New decade : 22 european painters and sculptors au Museum of Modern Art (MOMA) de New York, où elle présente notamment La Mandoline ou La Cigale. Le MoMA possède actuellement Sculpture with background (sculpture avec arrière-plan), bronze nettoyé doré, 23,5 × 37,3 × 11,8 cm, don de la fondation Blanchette  Hooker Rockefeller.
Entre 1955 et 1956, Germaine Richier entreprend une œuvre monumentale 185 × 330 × 130 cm La Montagne 
qui sera présentée au public pour la première fois lors de la rétrospective organisée au musée d'Art moderne de Paris.
Germaine Richier fait partie des rares artistes qui ont eu une rétrospective de leur vivant au MNAM : le sculpteur Henri Laurens, les peintres Marc Chagall et Joan Miró et le plasticien Alexander Calder notamment.
En 1957, pour des raisons de santé, elle s'installe à Antibes avec son mari René de Solier dont elle illustre le recueil de poèmes Contre terre.
La dernière exposition organisée de son vivant a lieu au musée Grimaldi-château d'Antibes en juillet 1959.
Germaine Richier est inhumée au cimetière communal de Mudaison.

## Style et technique
Avec Antoine Bourdelle, elle apprend la technique de la triangulation qui consiste à travailler sur le modèle vivant en marquant chacun des points osseux. À partir de ces repères qui indiquent la structure du squelette, des lignes quadrillent le corps. Cette division du corps par un réseau linéaire dense permet d'analyser la forme et de procéder en s'aidant de compas (hauteur et épaisseur) et de fil à plomb, à son report sur le modèle en terre sans études intermédiaires. Le catalogue de l'exposition de la fondation Maeght de 1996 reproduit une photographie du modèle Nardone entièrement peint de traits. Le sculpteur Aristide Maillol lui dira un jour : « Vous savez accrocher un nez à un front. » Cette mise au carreau n'est pas un moyen de copier la nature, mais plutôt d'interpréter la forme, de la déformer en faisant « mentir le compas » selon son expression fréquemment employée.
« Selon moi, ce qui caractérise une sculpture, c'est la manière dont on renonce à la forme solide et pleine. Les trous, les perforations éclairent la matière qui devient organique et ouverte, ils sont partout présents, et c'est par là que la lumière passe. Une forme ne peut exister sans une absence d'expression. Et l'on ne peut nier l'expression humaine comme faisant partie du drame de notre époque. »
Germaine Richier conçoit ses œuvres pleines et complètes. Elle étire la terre, la superpose en couche, la malaxe et ensuite la déchire à l'aide d'outils à bout tranchant qu'elle appelle épées avec lesquelles elle coupe un plan, accentue un creux, dessine une ligne affirmant la direction d'une jambe ou d'un bras. Elle incise la surface de la matière pour y inclure des fragments et tracer des scarifications. Elle veut que  « les formes déchiquetées […] aient un aspect changeant et vivant. » Mandiargues y voit une « matière longuement suppliciée […] où, depuis la première glaise, jusqu'au métal enfin, [Germaine Richier] ne cesse de limer, de poindre et de tenailler, d'amputer et puis de greffer. Travail de furieux. »
À partir du Crapaud (1940), elle représente le corps humain en l'intégrant au règne de la nature. Elle pousse l'expérience jusqu'à greffer dans le plâtre des branches d'arbre et des feuilles dans L'Homme-forêt, grand, (1946) dont Georges Limbour a vu la première version en terre et en bois dans l'atelier de l'artiste. Il le décrit comme « un Homme-forêt fait de branches d'arbres judicieusement choisies, de glaise, de fil de fer et je crois qu'il y avait encore de la mousse, oui, tout au moins sur la branche. » Un doute subsiste quant à la description qu'il a fait de cette ébauche. on ne sait pas s'il agit de L'Homme-forêt ou de La Forêt. Mais en 1948, devant L'Homme-forêt grand, en bronze exposé à la Galerie Maeght il trouve que, passant du bois au bronze, l'objet s'est totalement intégré à l'ensemble de l'œuvre. L'Homme-forêt, grand a été réalisé à partir de végétaux ramassés en Valais, en Suisse, tandis que La Forêt est composé de branches d'arbres ramassées par la famille de Germaine Richier, en Provence, dans les environs de Lapalud : Françoise Guiter, nièce de l'artiste, citée par Jean-Louis Prat.
Elle associe le corps d'un homme ou d'une femme à un élément naturel ou un objet usé pour donner naissance à des figures réelles, ou totalement réinterprétées. Un morceau de brique et de ciment poli par la mer, ramassé sur la plage de Varengeville-sur-mer, devient la tête du Berger des Landes (1951), bronze, sculpture évoquant la silhouette épurée du berger landais.  Inversement, un pan de mur ramassé sur la même plage, composé de trois fragments de briques mêlées à du ciment et arrondi par les frottements de la mer, devient une pièce unique voisine de l'art abstrait : Le Berger des Landes, buste n°35, 1951, 17,5 × 15 × 14,2 cm, brique et ciment, collection particulière, sans rapport avec la réalité du sujet. Avec un col d'amphore, ramassé sur une plage près des Saintes-Maries-de-la-Mer, elle forme le cou  avec un début de menton et une évocation de cheveux de la sculpture L'Eau (1954), 146 × 63 × 120 cm, Tate Gallery, Londres .
René de Solier, en 1953, parle d'un « répertoire de formes hybrides qui se met en place pendant la Seconde Guerre mondiale pour évoquer les sculptures de Germaine Richier . »  ajoutant : « La difficulté vaincue, après quelque exploration aventureuse, nous surprenons l'hybride et le pouvoir d'oublier les origines. »
Le répertoire des formes hybrides, inauguré par Le Crapaud n'est, dans un premier temps, qu'une rencontre entre un nom d'animal et sa « transposition humaine » avant de s'ouvrir au mélange des règnes humains, végétal et animal. Le choix parmi les animaux (crapauds, chauves-souris, tarasques, sauterelles, mantes, araignées) puisé dans un registre essentiellement féminin, construit un univers où la femme « est souveraine ». Et à l'exception du crapaud, ce sont des êtres aux membres longs et grêles, susceptibles de bonds ou de vols. Visitant son atelier, Mandiargues remarque des « vitrines noires, poussiéreuses, au long des murs, des boîtes d'insectes fabuleux dont on verra qu'ils jouent un rôle dans la sculpture de Germaine Richier. »

## Le Christ d'Assy
En 1949, Germaine Richier est contactée pour participer à la décoration d'une nouvelle église construite sur le plateau d'Assy. Les travaux de cette église conçue par l'architecte Maurice Novarina (1907-2002), commencés en 1937, s'achèvent en 1946.
 
Le projet est né de la volonté des pères dominicains Marie-Alain Couturier (1897-1954) et Pie-Raymond Régamey (1900-1996) et du chanoine Devémy. Le père Couturier, pour se démarquer du style saint-sulpicien, souhaite faire « appel à la vitalité de l'art profane pour ranimer l'art chrétien. » Ainsi, il sollicite près d'une vingtaine d'artistes contemporains tels que Jean Bazaine, Georges Braque, Marc Chagall, Fernand Léger, Henri Matisse, Georges Rouault…
En visitant l'atelier de Germaine Richier, Couturier et Devémy lui commandent le crucifix qui sera installé derrière le maître-autel. Elle réalise très vite une première esquisse : « […] je veux le résultat d'une conception, d'un savoir, d'une audace, le tout si possible très vivant […] je n'envisage pas une sculpture de plusieurs mois de travail, je veux aller directement si possible. » Le corps légèrement concave est décollé de la poutre verticale, les bras démesurés s'ouvrent sur le monde et sont confondus avec ceux de la croix, le visage est raviné et le corps, à peine déterminé, porte des traces de scarifications. Pour renforcer la pathétique, le bronze sera laissé à l'état naturel, sans patine, accusant les parties creusées et les parties saillantes de la matière qui déchire la forme. Le projet est accepté sans réserve.
L'église Notre-Dame-de-Toute-Grâce est inaugurée le 4 août 1950 et consacrée par l'évêque d'Annecy. L'impression générale est favorable. Dans une lettre à H. Hubacher d'août 1950, Germaine Richier confie sa satisfaction de l'œuvre réalisée : « […] je crois que ma conversation avec le Christ de terre, de bois et de conviction a donné un assez beau résultat. […] L'activité vaut mieux que la rêverie, personnellement je suis heureuse que les montagnes n'aient pas à me regarder d'un œil inquiet. »
Le 4 janvier 1951, à l'occasion d'une conférence donnée à Angers par Devémy, intitulée Est-ce que l'église d'Assy peut contribuer au renouveau de l'art sacré ?, des intégristes catholiques manifestent. Ils font circuler un tract qui oppose la photographie de l'œuvre de Richier à celle d'un crucifix « saint-sulpicien » et dénonce les « artistes (??) athées qui prétendent renouveler l'art chrétien ». S'appuyant sur les déclarations d'un cardinal du Vatican, ce groupe réclame le retrait du crucifix. Le 1er avril 1951, à la demande du même évêque qui avait consacré l'église, la sculpture est retirée et entreposée dans la chapelle des Morts. Bernard Dorival, conservateur du musée national d'art moderne, attaque avec virulence cette décision dans une chronique publiée dans le numéro 42 de la revue de La Table ronde en juin 1951 « Épurons nos églises ». Dans le numéro suivant, Gabriel Marcel critique Bernard Dorival pour défendre la position de la hiérarchie catholique. La sculpture est réinstallée à sa place d'origine pour les fêtes de Pâques de 1969.
Laurence Durieu « Germaine Richier, le Christ interdit. Chronologie d’un scandale » (Fage Éditions) est paru en 2025.

## La couleur dans les sculptures
À partir de 1951, Germaine Richier introduit la couleur dans ses sculptures. Cet intérêt pour la couleur semble né des œuvres polychromes de Marino Marini. « J'ai commencé à introduire la couleur dans mes statues en y incrustant des blocs de verre colorés où la lumière jouait par transparence. Ensuite, j'ai demandé à des peintres de peindre sur l'écran qui sert de fond à certaines de mes sculptures. Maintenant, je mets la couleur moi-même. Dans cette affaire de couleurs, j'ai peut-être tort, j'ai peut-être raison. Je n'en sais rien. Ce que je sais en tous les cas, c'est que ça me plaît. La sculpture est grave, la couleur est gaie. J'ai envie que mes statues soient gaies, actives. Normalement, une couleur sur de la sculpture ça distrait. Mais, après tout, pourquoi pas ? » Il se développe rapidement grâce à la collaboration avec des peintres comme son amie Maria Helena Vieira da Silva pour La Ville (1951-52) ou avec Zao Wou-Ki pour L'échelle (1956)
L'Échiquier, grand, composé des cinq personnages du jeu d'échecs est l'aboutissement de ses recherches sur la couleur. C'est aussi le dernier ensemble de sculptures monumentales qu'elle réalise. Acheté en 1998 avec l'aide du Fonds du Patrimoine, il a été attribué au Centre national d'art et de culture Georges-Pompidou. Les cinq statues se trouvent actuellement en dépôt dans le jardin des Tuileries à Paris.

## Expositions
- 1952 : Bâle, Zurich, Amsterdam, Amhen, Stuttgart, Sao Paulo, Santiago du Chili
- 1953 : Anvers, Hambourg, New York
- 1956 : Winterthur, Jérusalem, San Francisco, Paris (musée d'art moderne)
- 1959 : musée Picasso d'Antibes
- 1968 : rétrospective, musée Rodin, Paris, 2 mai - 3 juin
- 1988 : musée d'art moderne Louisiana (exposition collective)
- 1996 : rétrospective, Fondation Maeght[47]
- 1997 : Akademie der Künste, Berlin, 7 septembre au 2 novembre
- 2011 : « Un corps inattendu » (exposition collective), FRAC Auvergne
- 2013 : galerie Perrotin et galerie Dominique Lévy, New York, du 27 février au 12 avril 2013[note 6]
- 2013-2014 : rétrospective itinérante de novembre 2013 à avril 2014, musée des beaux-arts de Berne, Berne, Suisse
- 2014 : « La figure tourmentée : Giacometti, Marini, Richier », de février jusqu'au 27 avril, musée cantonal des beaux-arts, Lausanne, Suisse[48]
- 2019-2020 : « Germaine Richier, la Magicienne », exposition monographique organisée en collaboration et présentée successivement au musée Picasso d'Antibes (du 6 octobre 2019 au 26 janvier 2020) et au musée Beelden aan Zee, La Haye (du 14 mars au 7 juin 2020)
- 2023 : « Germaine Richier : l'art et la matière », rétrospective organisée en collaboration et présentée successivement au Centre Pompidou, Paris, et au musée Fabre, Montpellier[49]

(Liste intégrale des expositions collectives ou personnelles.)

## Œuvres

### Bronze (sauf mention contraire)
- Loretto I, 1934
- Lucette ou Le cirque, patiné foncé en 12 exemplaires, 92 × 138,57 × 26 cm, collection particulière, France[51]
- La Regodias , patiné, foncé, 1938, en 12 exemplaires 40 × 17 × 27 cm, collection famille Germaine Richier[52] Elle porte le nom du modèle, Renée Régodias, qui perd l'accent aigu dans les catalogues pour devenir La Regodias.
- Nu ou La Grosse, patiné, foncé, 1939, en 12 exemplaires, 66,5 × 22 × 16,5 cm, collection  particulière[53]
- La Chinoise, buste, 1939
- Le Crapaud, 1940, patiné foncé, 20 × 30,5 × 25,5 cm[54], Kunstmuseum Bern, Berne, Suisse[55]
- Juin 40, nu, 1940, patiné foncé en 12 exemplaires hauteur 98 cm, Kunstmuseum  Winterthur[56]
- Torse II, 1941, patiné foncé en 11 exemplaires  145 × 55 × 34 cm, collection famille Richier[12]
- Nu VII, 1943, plâtre original en 12 exemplaires 36 × 25 × 33 cm, collection  particulière[12]
- L'Escrimeuse, 1943, plâtre original en 12 exemplaires 46 × 26 × 34 cm, collection  particulière[57]
- Cornelia II, 1944, patiné foncé en 11 exemplaires  145 × 55 × 34 cm, collection famille Richier[12]
- Femme assise, 1944, plâtre, 49 × 25 × 29 cm[58]
- Femme assise, 1944, bronze patiné foncé, 49 × 25 × 28,5 cm[59]
- Sava Alexandra, buste, partiné foncé, 1944, 84 × 51 × 29 cm, Kunsthaus de Zurich[60]
- La Sauterelle, petite, 1944, patiné foncé, 26 × 23 × 33 cm[54]
- La Sauterelle, moyenne, 1944, patiné foncé, 54 × 44 × 65 cm, collection Colette Creuzevault, Paris (en 1996)[61]
- Le Vieux, 1944, buste
- Le Poète, 1945, buste du poète suisse Georges Borgeaud, 29 × 19 × 22 cm, collection particulière, Paris[61]
- L'Homme qui marche, 1945, 88 × 37 × 27 cm, collection particulière, Paris[62]
- La Pomone, nu féminin, 1945
- L'Homme-forêt, petit, 1945, hauteur 48 cm, collection particulière, Paris[63]
- L'Homme-forêt, grand, 1945-1946, 94 × 45 × 45 cm, galerie Krugier-Ditesheim Art Contemporain, Genève[64]
- Robert Müller[65], buste, 1945
- L'Araignée I, 1946, 30 × 46 × 23 cm, musée d'art contemporain Goulandrís, Andros, Grèce[66]
- La Chauve-souris, 1946, 91 × 91 × 52 cm, collection particulière [67] et Musée Fabre à Montpellier[note 7]
- La Mante, grande, 1946,  158 × 56 × 78 cm, collection particulière[68]
- La Forêt, 1946, 120 × 29 × 15 cm, musée Picasso (Antibes)
- La Vierge folle, 1946, 134 × 37 × 30 cm, Fondation Gianadda, Martigny, Suisse
- L'Orage, 1947/48, 189 × 72 × 58 cm, musée d'art moderne Louisiana, Humlebæk,  Danemark
- L'Aigle, 1948
- La Feuille, 1948, 141,4 × 37 × 26,5 cm
- L'Ogre, 1949, 81 × 45 × 41 cm collection Centre Georges Pompidou[61]
- L'Ouragane, 1949, 179 × 71 × 47 cm, collection Centre Georges Pompidou
- Don Quichotte à l'aile de moulin, 1949, 57 × 33 × 31 cm, musée d'art contemporain Goulandrís, Athènes
- Don Quichotte à la lance, 1949, 35 × 14 × 18 cm, musée d'art contemporain Goulandrís, Athènes
- Le Diabolo, 1950
- Le Christ d'Assy, 1950, église du Plateau d'Assy
- La Ville, 1951, bronze, le socle est peint par Vieira da Silva
- Le Berger des Landes, 1951, 149 × 89 × 60 cm, musée d'art moderne Louisiana, Humlebæk, Danemark[29]
- Le Griffu, 1952, 89 × 98 × 85 cm
- La Toupie, 1952, bronze, le socle est peint par Hans Hartung
- La Fourmi, 1953, musée de Grenoble
- Ginette, 1953, portrait de Madame Signac-Cachin
- Guerrier n° 3, 1953, patiné foncé[69]
- La Tauromachie (1953), patiné foncé et patiné nettoyé, en 11 exemplaires, musée d'art moderne Louisiana, Humlebæk au Danemark[55]
- L'Eau, 1954[70]
- Le Pentacle, 1954
- Le Coureur, moyen, patiné foncé, 1954,  116 × 43 × 58 cm, collection particulière (Suisse) en 1996[71] Commande pour le stade Jean-Bouin de Pantin, jamais installée.
- L'Homme de la nuit, grand, 1954, onze exemplaires, 73 × 833 × 31 cm, collection particulière, Pays-Bas en 1996[72]
- L'Homme de la nuit, petit, 1954, douze exemplaires 16 × 17 × 16 cm, collection famille Richier
- L'Hydre, 1954[73]
- André Chamson , buste, 1955
- Le Cheval à six têtes, 1955, 34 × 30 × 43 cm[69]
- Franz Hellens , buste, 1955
- Le Grain, 1955, patiné foncé, 145 × 33 × 31 cm[74]
- Le Grand Homme de la nuit, 1955
- L'Hydre, 1955
- Femme-sein, 1955, patiné foncé, 25 × 8,5 × 12,5 cm, musée d'art contemporain Goulandrís, Athènes
- Trio I ou La Place, groupe de trois sculptures, trois personnages disposés sur le plateau d'une table de bronze[75]
- L'Échelle, 1956
- Guerrier n° 9, 1956, patiné foncé, 20 × 17 × 7 cm
- La Grande spirale, 1957, patiné foncé, 288 × 57 × 57 cm, jardin de l'École normale supérieure Paris-Saclay (non visitable)[76]
- La Montagne, 1957, sculpture monumentale
- Le Tombeau de l'orage, pierre, 1957
- L'Ombre de l'ouragane, pierre, 1957
- La Clé, 1958
- L'Échiquier, plâtre coloré, 1959[77]
- La Rose des sables, 1959

### Illustrations
- À la gloire de la main, aux dépens d'un amateur, ouvrage collectif, Albert Flocon, Paris, 1949
- Arthur Rimbaud, Illuminations et Une saison en enfer, 1953
- René de Solier, Contre terre, 1958

## Hommages
- 1993 : la poste française édite un timbre de l'émission Europa en son honneur, reproduisant Le Griffu.